# VF-0鳳凰
VF-0是出現在日本科幻戰爭動畫Macross Zero中的可變式戰鬥機，VF-0在設計上是VF-1女武神的預產機，是故事系列中統合政府第一款投入實戰用的可變形戰鬥機，由於本機在開發後就直接參與被統合政府列入機密任務的遺蹟爭奪戰爭，在戰爭結束後不久即被正式成軍的VF-1完全取代，因此VF-0並不為世人所知。
直到2059年工藤真的傳記問世後，原始文化遺跡爭奪戰的故事和VF-0才在眾人面前揭開神秘面目。

## 起源
2008年由於反統合同盟軍擁有已經開發成功的可變式機體SV-51，使得統合軍部隊在掃蕩戰中蒙受巨大的損失，為應付SV-51又迫於熱核引擎小型化的研發進度嚴重落後，統合軍只得將30架正在研發中的VF-X1搭配當時渦輪扇發動機中出力最大的EGF127引擎組裝成VF-0並且加以生產，由於使用傳統石化燃料，使得VF-0的續航力和作戰時間並不長，也因EFG127發動機先天上的出力限制使得「SWAG能量轉換型裝甲」強度並不如預期理想，VF-0無法在1.6馬赫以上的高速飛行中變形，Macross Zero中的主角工藤真在作戰時必須靠眼鏡蛇動作（Pugachev's Cobra）閃避追擊並藉此減速後才能變形成半人型型態進行攻擊，原設計可做為宇宙戰因此氣密性良好可在水中進行短暫數分鐘的作戰，並有簡易的匿蹤性，因適用於變形戰機的航空電子尚未研發成熟所以一般飛行員較難操控。
由於開發年代的緣故，VF-0是統和軍中極少數沒被以女武神的名稱來稱呼的可變形戰機，但是VF-0的駕駛員和其他軍方人士並沒有以研發代號鳳凰來稱呼VF-0，而是直接以「Zero」來稱呼本機。

## 衍生型號
VF-0A
單人座可變形戰機，頭部配備一門雷射機槍，只生產24架，大多在與SV-51作戰中損毀。
VF-0S
指揮官型機，除頭部雷射機槍增為兩門以外，其餘性能與A型大致相同，但將系統的預設限制解除提供給優秀的飛行員，一共只生產4架，一架於遺跡爭奪戰時遭擊墜。
VF-0B
雙人座可變形戰機，性能與A型大致相同，但補足A型所不足的航程與電子作戰能力，編入宇宙實驗機隊代替VF-1做為機體資料蒐集；OVA中骷髏小隊成員除佛卡以外其餘隊員皆駕駛此型號戰機。
VF-0D
A型與S型的性能提昇型；強化電子作戰及攻擊力，因上層強烈要求而設計為雙人座，引擎與基本武裝與A型相同，但移除可變翼換裝兩對前置翼及大面積主翼因此外觀與其他型式有明顯差異，D型的最高速度略遜於A、S型，但因大面積主翼帶來的升力優勢因此D型與A.S型相比擁有絕佳的爬升力和空戰機動力，在飛鳥號航空母艦上主要作為一般戰鬥機駕駛員訓練轉換可變戰鬥機使用。
VF-0C
因海軍陸戰隊的要求因此將D型修改為為單人座並進行量產的機型，在地球統合軍成立以前各國軍隊引入此款機種取代老舊的鹞式攻击机，作為新舊機體磨合期的轉換機種，動畫中並未出現。

## 追加裝備
反應裝甲模組
針對VF-0陸戰防護薄弱而設計的外部增掛式裝甲，分為腿、手、肩、腰、胸、背各區塊並可在緊急時個別脫除，肩及腰裝有近程飛彈匣，背部設有提供額外推力的發動機，利用反應裝甲達到較佳防禦。
鬼魂裝備型VF-0
因換裝整備不及，而將擁有高推力的無人機QF-2001以加掛的方式裝設在機翼中段，比起原構造增加20%推力，使用後燃器更增加90%，但相對的也失去了匿蹤性；導入了可自我學習的空戰機動系統輔助，結果卻有飛行員不相信此系統；共計A、S型各一機改造，為應急的臨時型式故無正式編號。
無人戰機掛載模組
將設定好的無人戰機QF-2200A掛載於VF-0S上方，於遠距離放出無人戰機，即可利用GPS定位巡航及小型飛彈進行作戰。

## 後繼機型
- VF-1女武神
- VF-4閃電三式
- VF-11雷霆式
- VF-14吸血鬼式
- YF-19/VF-19王者之劍
- YF-21/VF-22雨燕
- VF-17夢魘
- VF-25彌賽亞
- VF-27路西法
- YF-29杜蘭朵
- YF-30柯羅諾斯
- VF-31齊格飛

## 註解／參考來源
1. ↑  研究外星科技的OTEC機關內部嚴重分歧。

- . GA Graphic. 2009年7月14日. ISBN 978-4-7973-5182-8.

## 外部連結
- MacrossZero官網機體介紹 （页面存档备份，存于）